# 성수고등학교 (강원)
성수고등학교(聖修高等學校)는 대한민국 강원특별자치도 춘천시 낙원동에 있는 사립 고등학교이다.

## 학교 연혁
- 1956년 3월 5일 : 재단법인 성수학원 설립인가 (설립자 김용해)
- 1958년 3월 14일 : 성수상업고등학교 설립인가(6학급)
- 1958년 4월 5일 : 성수상업고등학교 개교, 초대 교장 김용해
- 1959년 3월 30일 : 가교사 건립(2교실)
- 1960년 7월 20일 : 본관 기공
- 1961년 3월 11일 : 성수상업고등학교 제1회 졸업식
- 1967년 11월 15일 : 신축교사 낙성
- 1972년 12월 30일 : 성수종합고등학교 학칙변경 (상과 2학급, 보통과 3학급)
- 1973년 9월 17일 : 성수학원 정관변경(성수종고를 성수고교로)
- 2011년 4월 2일 : 제7대 김창호 이사장 취임
- 2014년 8월 27일 : 성수고등학교 학칙변경 (24학급 증설)
- 2022년 9월 1일 : 제13대 김학현 교장 취임
- 2025년 1월 9일 : 제65회 졸업식(졸업생 누계 16,835명)
- 2025년 3월 4일 : 2025학년도 신입생 입학(8학급 205명)

## 참고 자료
- 성수고등학교 - 한국교육학술정보원 학교알리미